# Sustav dimnjačne cijevi
Sustav dimnjačne cijevi (eng. stovepipe system) je vrsta antiobrasca. Pojam je iz inženjerstva i računalstva. Njime se opisuje sustav koji je asemblaža elemenata koji su u međusobnom odnosu i koji su tako tijesnoj svezi da se pojedine elemente ne može izdvojiti, nadograditi  ili refaktorirati.
Sustav dimnjačne cijevi se mora održavati sve dok ga u potpunosti ne bude mogao zamijeniti novi sustav. Stoga sustav dimnjačne cijevi obično vremenom postane legacy.
Primjeri ovakva sustava su:
- sustavi za koje novo sklopovlje više nije dostupno
- sutavi čiji originalni izvorni kod se je izgubio
- sustavi koje se je bilo stvaralo rabeći stare ili ad hoc metodologije za koje se više ne može naći podrška

Izraz se također rabi radi opisivanja sustava koji ne interoperira s drugim sustavima, pretpostavljajući da je to jedini još uvijek postojeći sustav.
Sustav dimnjačne cijevi je primjer antiobraščanog legacy sustava i pokazuje softversku krtost.

## Usporedi
- softverska entropija
- softverska krtost
- trunjenje bitova
- kodni smrad
- bug (softver)
- špageti kod
- softversko trunjenje